# Nolina
Nolina ist eine Pflanzengattung, die zur Familie der Spargelgewächse (Asparagaceae) gehört. Der botanische Name ehrt den französischen Abbé P. C. Nolin, Mitverfasser des 1755 veröffentlichten Werkes Essai sur l’agriculture moderne. In den Vereinigten Staaten werden die Arten als „Beargrass“ (Bärengras) bezeichnet.
Die 26 Arten sind in den Vereinigten Staaten und in Mexiko verbreitet. Viele sind bisher nur unzureichend untersucht. Manche gelten als selten, einige möglicherweise durch Bebauungs- und Erschließungsmaßnahmen als gefährdet. Die Gattung Nolina wird anhand von Wuchsform sowie Blatt- und Fruchtmerkmalen in vier Sektionen unterteilt. Sie ist mit den Gattungen Beaucarnea, Calibanus und Dasylirion verwandt.

## Beschreibung

### Vegetative Merkmale
Die Arten der Gattung Nolina sind ausdauernde, stammlose oder stammbildende, strauchige bis baumförmige Lebensformen. Die Stämme sind an ihrer Basis gelegentlich geschwollen. Manchmal sind große, unterirdische Rhizome vorhanden. Die in Rosetten zusammenstehenden Laubblätter sind linealisch, nicht steif oder faserig. Die Blattränder sind rau oder fein gesägt.

### Generative Merkmale

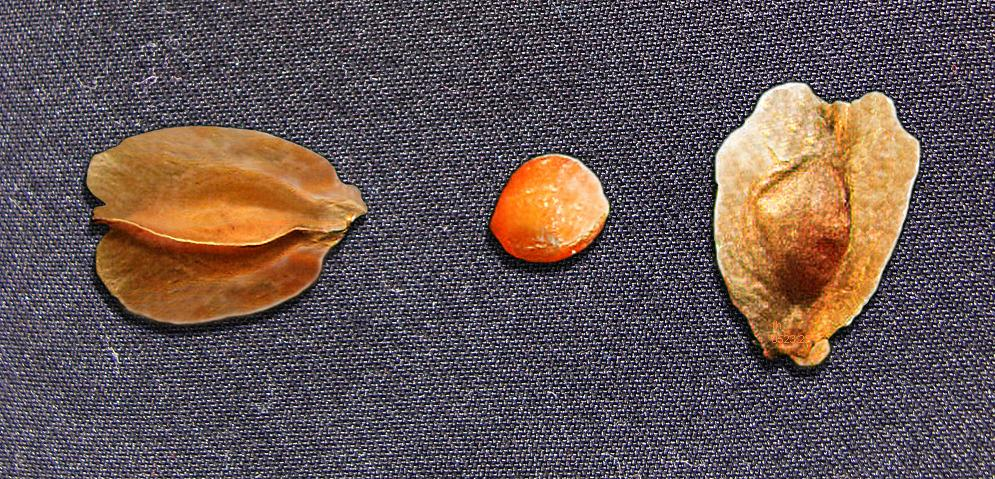
Samen und Frucht von Nolina micrantha

Die rispigen, nur selten traubigen und je nach Art 30 bis 180 Zentimeter langen Blütenstände werden von einem 5 bis 250 Zentimeter langen Blütenstandsschaft getragen. Die Tragblätter fallen in der Regel ab oder dauern gelegentlich aus. Die Blütenstiele sind nahe ihrer Mitte gegliedert. Pro Knoten stehen zwei bis fünf Blüten zusammen. Die dreizähligen Blüten sind funktionell eingeschlechtig. Es sind zwei Kreise mit je drei gleichgestaltigen weißen bis cremefarbenen oder lohfarbenen Tepalen vorhanden, die ausgebreitet, 1,3 bis 5 Millimeter lang und an ihren Spitzen drüsig sind. In den funktional männlichen Blüten sind zwei Kreise mit je drei fertilen Staubblättern vorhanden, die schlanke, kurze Staubfäden besitzen; sie enthalten auch einen verkümmerten Stempel. In den funktional weiblichen Blüten sind ein tief dreikammeriger, oberständiger Fruchtknoten sowie zurückgebildete, sterile Staubblätter (Staminodien) vorhanden.
Die dreifächerigen, dreilappigen, dünnwandigen oder manchmal festwandigen und häufig aufgeblasenen Kapselfrüchte springen auf, reißen jedoch häufig auch unregelmäßig auf. Sie sind meist an der Basis und der Spitze gekerbt und distal gerundet. Die Kapselfrüchte enthalten eng oder locker anliegende, kugelförmige bis längliche, angeschwollene Samen.
Die Blühperiode beginnt im zeitigen Frühjahr und reicht bis in die Sommermonate. Die Chromosomengrundzahl beträgt x = 19.

### Inhaltsstoffe
Für Nolina microcarpa wurden verschiedene Saponine der Reihen Furostane und Spirostane nachgewiesen. Weidende Rinder, Ziegen und Schafe, die Knospen, Blüten oder Früchte von Nolina microcarpa oder Nolina texana gefressen haben, leiden unter erhöhter Lichtempfindlichkeit, die auf Saponine zurückgeführt wird und zum Tod der Tiere führen kann.

## Verbreitung

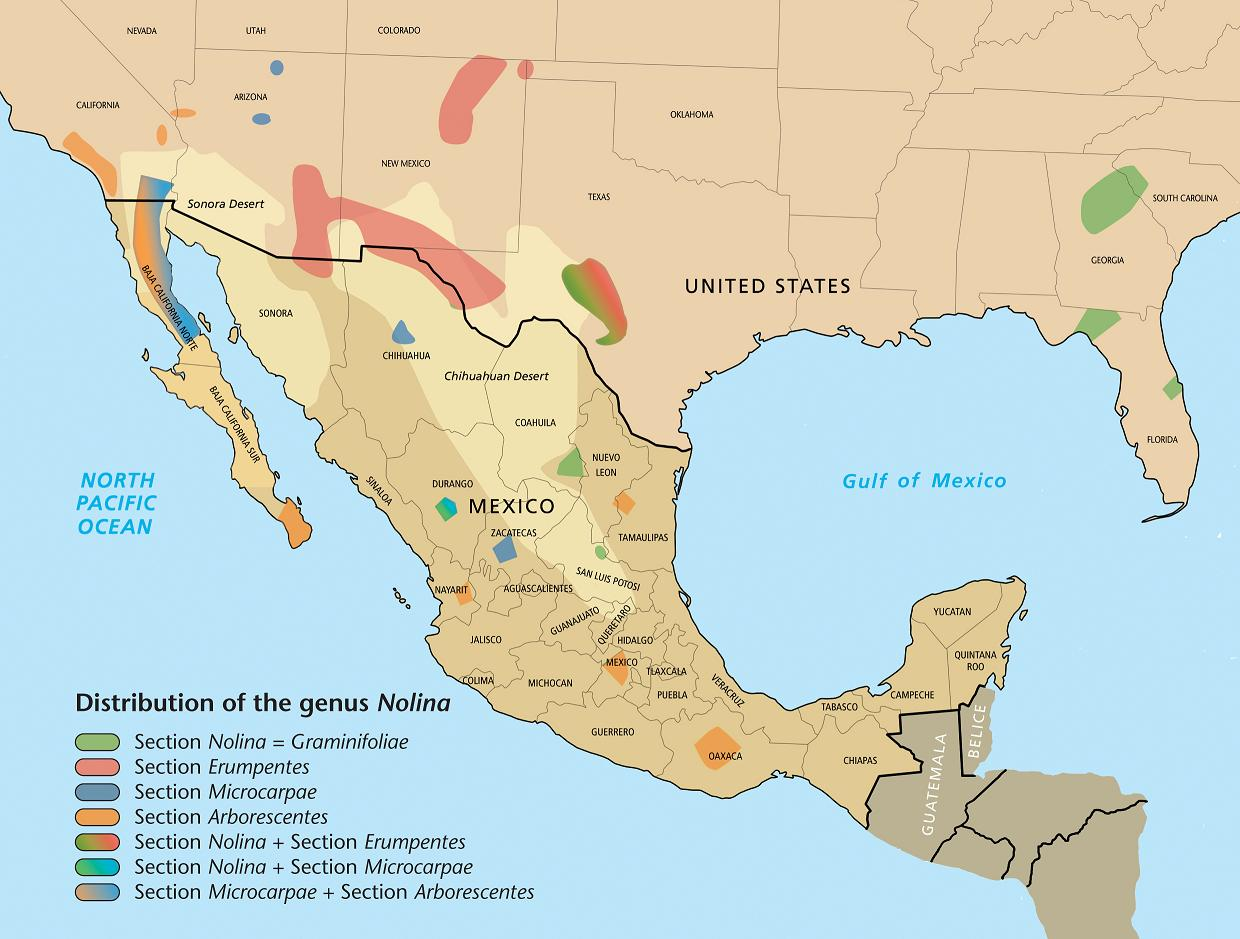
Verbreitungsgebiet der Gattung Nolina
grün: Sektion Nolina
rot: Sektion Erumpentes
blau: Sektion Microcarpae
dunkelbraun: Sektion Arborescentes

Die Gattung Nolina ist im Süden der Vereinigten Staaten und in Mexiko von Meereshöhe bis in Höhenlagen von 3200 Metern verbreitet.
Im Südwesten der Vereinigten Staaten umfasst das Verbreitungsgebiet die Bundesstaaten Kalifornien, Arizona, Nevada, New Mexico, Colorado, Oklahoma und Texas. An der Ostküste erstreckt es sich von South Carolina über Georgia bis Florida. Die meisten Arten sind in Mexiko heimisch. Sie wachsen in den Bundesstaaten Baja California, Chihuahua, Coahuila, Nuevo León, Tamaulipas, San Luis Potosí, Zacatecas, Nayarit, México und Oaxaca.
Standorte sind tropische, laubabwerfende Wälder, trockene Waldgebiete und Buschformationen, Steppengebiete sowie die sehr trockene Mojave-Wüste.

## Systematik

### Äußere Systematik
Nolina gehört zur Tribus Nolineae aus der Unterfamilie der Nolinoideae in der Familie der Spargelgewächse (Asparagaceae) innerhalb der Einkeimblättrigen Pflanzen (Monokotyledonen). Phylogenetische Untersuchungen bestätigten die bereits von William Trelease vermutete nahe Verwandtschaft mit den Gattungen Beaucarnea, Calibanus und Dasylirion:
|  | Dasylirion                                               |
|  |                                                          |
|  | \| \| Beaucarnea \| \| \| \| \| \| Calibanus \| \| \| \| |
|  |                                                          |
|  | Beaucarnea                                               |
|  |                                                          |
|  | Calibanus                                                |
|  |                                                          |

|  | Beaucarnea |
|  |            |
|  | Calibanus  |
|  |            |

|  | Nolina |
|  |        |

|  | Dasylirion                                               |
|  |                                                          |
|  | \| \| Beaucarnea \| \| \| \| \| \| Calibanus \| \| \| \| |
|  |                                                          |
|  | Beaucarnea                                               |
|  |                                                          |
|  | Calibanus                                                |
|  |                                                          |

|  | Beaucarnea |
|  |            |
|  | Calibanus  |
|  |            |

|  | Nolina |
|  |        |

Alle vier Gattungen besitzen schmale, faserige Laubblätter, kleine, eingeschlechtige Blüten und trockene, kapselähnliche Früchte, die ein bis drei Samen enthalten. Sie unterscheiden sich vor allem in der Morphologie der Früchte. Nolina hat Früchte mit drei gut ausgebildeten Kammern und meist drei Samen. Calibanus hat ebenfalls dreikammerige Früchte, aber nur eine der drei Samenanlagen reift zu einem Samen heran und zerdrückt dabei die beiden anderen Kammern. Beaucarnea und Dasylirion bilden dreiflügelige Früchte mit nur eine Kammer und einem Samen. Dasylirion lässt sich leicht durch die spitzen Stacheln an den Blatträndern unterscheiden.

### Innere Systematik
Die Erstbeschreibung der Gattung Nolina erfolgte 1803 durch André Michaux. Typusart der Gattung ist Nolina georgiana. William Trelease gliederte die Gattung 1911 anhand von Wuchsform sowie Blatt- und Fruchtmerkmalen in die folgenden vier Sektionen:
- Sektion Nolina:
Die Arten der Sektion Nolina (bei Trelease Graminifoliae) wachsen stammlos. Ihre linealischen, ziemlich flachen Laubblätter sind dünn und grasartig, jedoch hart und faserig. Sie sind selten mehr als 5 Millimeter breit. Normalerweise sind die Laubblätter an ihrer Spitze nicht pinselartig.
- Sektion Erumpentes:
Die grünen, mehr oder weniger konkaven Laubblätter sind ziemlich dick, linealisch bis schmal länglich dreieckig und bis 12 Millimeter breit. Die Spitze der Laubblätter ist oft faserig zerschlitzt. Die kleinen Früchte sind nicht aufgeblasen.
- Sektion Microcarpae:
Im Gegensatz zur Sektion Erumpentes sind die Früchte der dieser Sektion zugeordneten Arten mäßig groß und etwas aufgeblasen.
- Sektion Arborescentes:
Bei den Arten dieser Sektion handelt es sich um Bäume. Ihre Laubblätter sind relativ dünn und 15 bis 40 Millimeter breit. An ihrer Spitze sind sie für gewöhnlich nicht pinselartig. Die großen Früchte sind aufgeblasen.

Nach Fritz Hochstätter (2010) gehören die folgenden Arten zur Gattung Nolina:
- Sektion Nolina
  - Nolina atopocarpa Bartlett
  - Nolina brittoniana Nash
  - Nolina georgiana Michx.
  - Nolina humilis S.Watson
  - Nolina lindheimeriana (Scheele) S.Watson
  - Nolina pumila Rose
- Sektion Erumpentes (Trel.) Hochstätter
  - Nolina arenicola Correll
  - Nolina cespitifera Trel.
  - Nolina erumpens (Torr.) S.Watson
  - Nolina greenei S.Watson ex Wooton & Standl.
  - Nolina micrantha I.M.Johnst.
  - Nolina pollyjeanneae Hochstätter[N 1]
  - Nolina texana S.Watson
- Sektion Microcarpae (Trel.) Hochstätter
  - Nolina brandegeei (Trel.) L.Hern.[N 2]

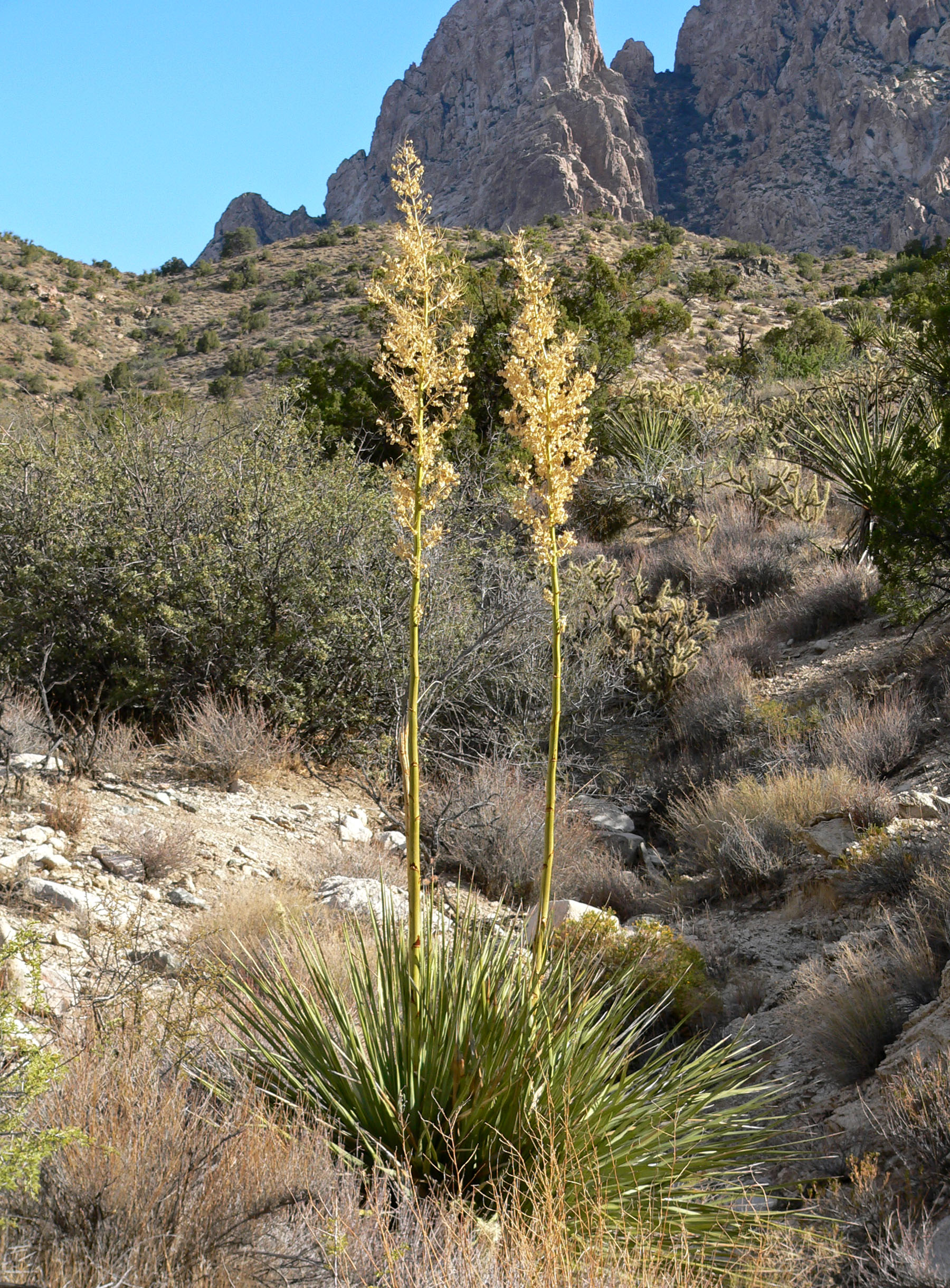
Nolina bigelovii

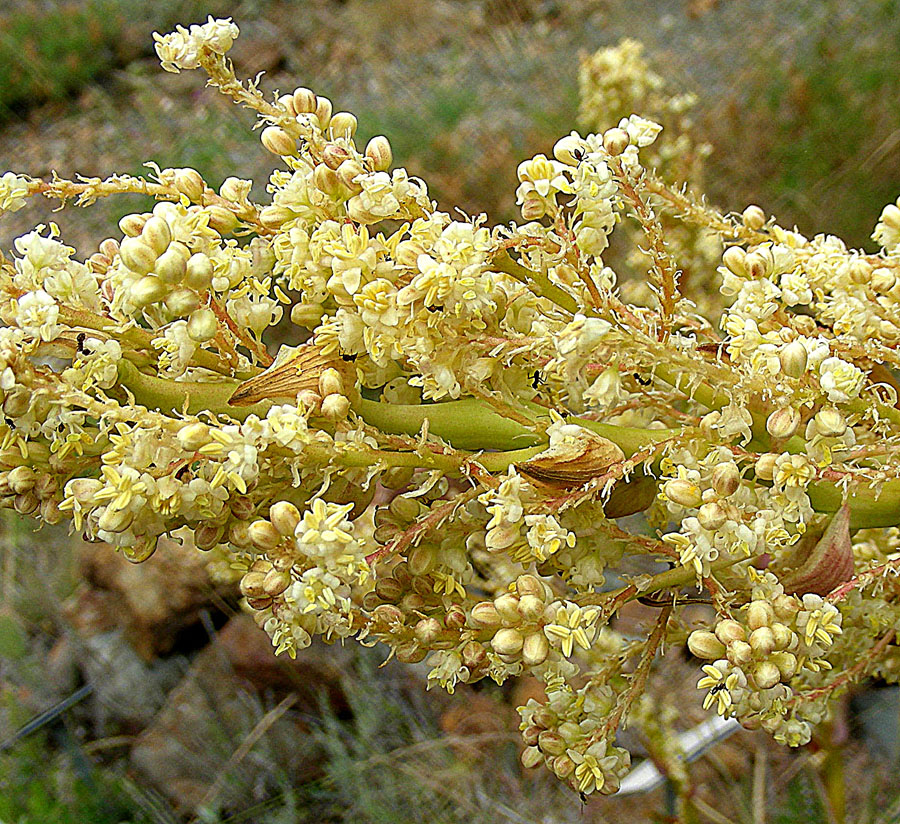
Nolina cismontana

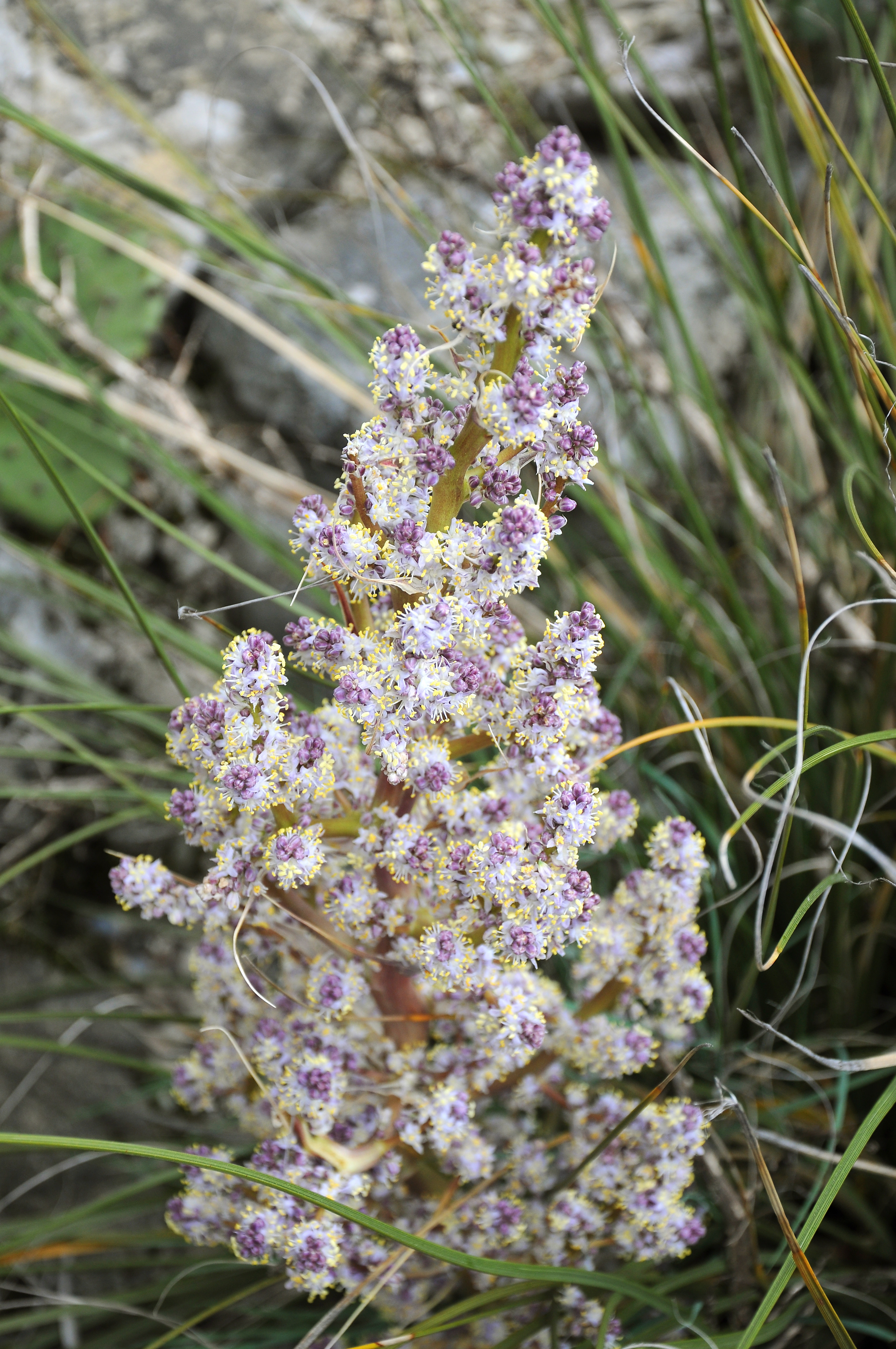
Nolina greenei

  - Nolina caxcana Ruiz-Sanchez, P.Carrillo & L.Hern.[N 3]
  - Nolina durangensis Trel.
  - Nolina elegans Rose
  - Nolina microcarpa S.Watson
  - Nolina palmeri S.Watson
- Sektion Arborescentes (Trel.) Hochstätter
  - Nolina azureogladiata D.Donati[N 4]
  - Nolina beldingii Brandegee
  - Nolina bigelovii (Torr.) S.Watson
  - Nolina cismontana Dice
  - Nolina hibernica Hochstätter & D.Donati[N 5]
  - Nolina interrata Gentry
  - Nolina longifolia (Karw. ex Schult. & Schult.f.) Hemsl.
  - Nolina matapensis Wiggins
  - Nolina nelsonii Rose
  - Nolina parryi S.Watson
  - Nolina parviflora (Kunth) Hemsl.
  - Nolina rodriguezii Ruiz-Sanchez, P.Carrillo & L.Hern.[N 3]

Von unbekannter Zuordnung sind:
- Nolina excelsa García-Mend. & E.Solano[N 6]
- Nolina orbicularis L.Hern.[N 7]
- Nolina robusta L.Hern.[N 7]

Die in der Checkliste des Royal Botanic Gardens Kew geführten Arten Nolina juncea (Zucc.) J.F.Macbr. und Nolina rigida Trel. sind laut Fritz Hochstätter unklar und benötigen weitere Untersuchungen.

## Botanische Geschichte
Die von André Michaux 1803 aufgestellte Gattung blieb lange Zeit monotypisch. Die einzige Art war Nolina georgiana. Gemäß Linnés Sexualsystem der Pflanzen ordnete Michaux die Gattung aufgrund der sechs gleich langen Staubblätter in die „Klasse Hexandria“ ein. Eine zweite 1843 von Justus Karl Haßkarl beschriebene Art (Nolina javanica) war lediglich ein Synonym für die seit 1810 bekannte Art Chlorophytum laxum.
Bei seiner Revision der nordamerikanischen Liliengewächse (Liliaceae) gliederte Sereno Watson die Familie der Liliengewächse 1879 in 16 Tribus auf, darunter die Tribus Nolineae mit den Gattungen Nolina und Dasylirion. Er akzeptierte einige der von John Gilbert Baker 1872 vorgenommenen Umkombinationen nicht und stellte etliche Arten in die Gattung Nolina, die damit auf neun Arten anwuchs. Baker seinerseits wies sowohl die Tribus Nolineae als auch die Gattung Nolina 1881 vollständig zurück. Watsons Position wurde hingegen 1883 durch George Bentham und Joseph Dalton Hooker, 1884 durch William Botting Hemsley und 1888 durch Adolf Engler unterstützt, die ihrerseits alle bekannten Arten der Gattung Beaucarnea in die Gattung Nolina stellten. Während seiner Studien der mexikanischen und mittelamerikanischen Pflanzen gelangte Joseph Nelson Rose 1906 zu dem Schluss, dass Nolina und Beaucarnea neben der Gattung Dasylirion eigenständige Gattungen repräsentieren, und stellte für Dasylirion hookeri die damals monotypische Gattung Calibanus auf. In seiner Umschreibung umfasste die Gattung Nolina 20 Arten. Die letzte umfangreiche Bearbeitung der Gattung Nolina und ihrer verwandten Arten wurde 1911 von William Trelease vorgenommen.
1943 schlug der japanische Botaniker Nakai Takenoshin vor, für die vier Gattungen die eigenständige Familie Nolinaceae aufzustellen. Zu einer breiteren Akzeptanz für die Abtrennung von der damaligen Familie Agavaceae kam es jedoch erst 1985 durch die Arbeiten von Rolf Martin Theodor Dahlgren (1932–1987) und Mitarbeitern. Paula J. Rudall und Mitarbeiter stellten die Nolinaceae gemeinsam mit den Dracaenaceae und weiteren Familien in die Ordnung Asteliales. Mitte der 1990er Jahre von David John Bogler vorgenommene phylogenetische Untersuchungen bestätigten die Monophylie der Familie. Seit Ende 2009 gehören die Gattung Nolina und ihre drei Verwandten zur Unterfamilie Nolinoideae der Familie der Spargelgewächse (Asparagaceae).

## Gefährdung
Nolina interrata ist als einzige Art der Gattung im Anhang II des Washingtoner Artenschutz-Übereinkommens (CITES) aufgeführt. In der Roten Liste gefährdeter Arten der International Union for Conservation of Nature and Natural Resources (IUCN) werden keine Arten der Gattung Nolina geführt. In den Vereinigten Staaten gelten einige Arten durch Bebauungs- und Erschließungsmaßnahmen als potenziell gefährdet und wurden daher in die Liste des United States Fish and Wildlife Service aufgenommen. Nolina brittoniana gilt als „Endangered“, d. h. gefährdet, Nolina atopocarpa, Nolina cismontana sowie eine noch nicht beschriebene Art werden als „Species of Concern“, also möglicherweise gefährdet, eingestuft.

## Nutzung
Die Wurzeln von Nolina palmeri dienen als Ersatz für Seife. Die zähen Blätter werden zum Decken von Dächern, für Besen, Körbe, Hüte, Matten und Ähnliches verwendet.

## Nachweise

### Erstbeschreibungen seit 2010
1. ↑  Fritz Hochstätter: Nolina pollyjeanniae a new species from Oklahoma. In: Acta Succulenta. Band 1, Nummer 1, 2013, S. 4–8 (PDF (Memento des Originals vom 22. März 2016 im Internet Archive)  Info: Der Archivlink wurde automatisch eingesetzt und noch nicht geprüft. Bitte prüfe Original- und Archivlink gemäß Anleitung und entferne dann diesen Hinweis.).
2. ↑  Luis Hernández-Sandoval, Jon P. Rebman: The Genus Nolina (Asparagaceae) of the Baja California Peninsula, and the Recognition of a New Species Combination. In: Systematic Botany. Band 43, Nr. 3, 2018, S. 717–733 (doi:10.1600/036364418X697436).
3. 1 2  Eduardo Ruiz-Sanchez, Pablo Carrillo-Reyes, Luis Hernández-Sandoval, Chelsea D. Specht: Two new species of Nolina (Nolinoideae: Asparagaceae) endemic to Western Mexico. In: Phytotaxa. Band 402, Nr. 4, S. 187–198 (doi:10.11646/phytotaxa.402.4.2).
4. ↑  Davide Donati: Una nova specie appartenente al genere Nolina Michx: Nolina azureogladiata. In: Piante Grasse. Band 31, Nummer 2, 2011, S. 52–58.
5. ↑  F. Hochstätter, D. Donati: Una nuova specie di Nolina. Nolina hibernica Hochstätter & D. Donati spec. nov. In: Piante Grasse. Band 30, Nummer 2, 2010, S. 72–77.
6. ↑  Abisaí García-Mendoza, Eloy Solano, Miguel Rivera-Lugo: Nolina excelsa (Nolinaceae) a new species of Oaxaca, Mexico. In: Botanical Sciences. Band 90, Nr. 1, 2012, S. 21–25 (doi:10.17129/botsci.382).
7. 1 2  L. Hernández-Sandoval: Dos especies nuevas de Nolina (Asparagaceae) del centro de México. In: Phytoneuron. 2019, Nr. 12, S. 1–9 (PDF)